# ペギー・グッゲンハイム・コレクション
ペギー・グッゲンハイム・コレクション (Peggy Guggenheim Collection) は、イタリア、ヴェネツィアのカナル・グランデ沿いに位置する、ソロモン・R・グッゲンハイム財団の美術館の一つ。

## 概要
主に、鉱業を営んでいたソロモン・R・グッゲンハイムの姪で、マックス・エルンストの三人目の妻（1941 - 1946）、ペギー・グッゲンハイム（Peggy Guggenheim、1898 - 1979年）が収集したキュビスム・シュルレアリスム・未来派などの20世紀前半美術のコレクションから構成される。
建物は18世紀に建設された邸宅で、1949年にペギー・グッゲンハイムが購入しその後30年ほど彼女の住まいであった。1951年からは邸宅の庭園部分が4月から10月の間のみ一般公開されるようになる。ペギー・グッゲンハイムの死後、1980年からは美術館として公開されている。
コレクションはピカソ、ジョルジュ・ブラック、パウル・クレー、ワシーリー・カンディンスキー、サルバドール・ダリ、ルネ・マグリット、ジョアン・ミロ、マルク・シャガール、ピエト・モンドリアン、マルセル・デュシャン、コンスタンティン・ブランクーシ（『空間の鳥』）、ジャクソン・ポロック、マリノ・マリーニなどの作品を所蔵。
- パブロ・ピカソ, 1911年, The Poet (Le poète), oil on linen, 131.2 × 89.5cm
- ジャン・メッツァンジェ, 1911–12年, Au Vélodrome, oil, sand and collage on canvas, 130.4 × 97.1cm
- マルセル・デュシャン, 1911-12年, Nude (Study), Sad Young Man on a Train (Nu, esquisse, jeune homme triste dans un train), oil on cardboard mounted on Masonite, 100 x 73cm
- アルベール・グレーズ, 1914年, Woman with animals (La dame aux bêtes) Madame Raymond Duchamp-Villon, oil on canvas, 196.4 x 114.1cm

## 日本語文献
- 『20世紀の芸術と生きる　ペギー・グッゲンハイム自伝』岩元巌訳、みすず書房, 1994年 - 著書
- ジャクリーン・ボグラド・ウェルド『ペギー　現代美術に恋した“気まぐれ令嬢”』野中邦子訳、文藝春秋, 1991年 - 伝記